# Baldwin Wake (Adliger, † um 1282)
Baldwin Wake, Lord of Bourne (* um 1238; † um 10. Februar 1282) war ein englischer Adliger und Rebell. 

## Leben
Baldwin Wake war ein Sohn von Hugh Wake und von dessen Frau Joan de Stuteville. Er erbte von seinem Vater Güter in Buttercrambe, Cottingham und Kirkby Moorside in Yorkshire. Über seine Mutter erbte er Güter in Market Deeping und in Skellingthorp in Lincolnshire. Während des Konflikts von König Heinrich III. mit einer Adelsopposition stand er auf Seiten der Barone. Als dieser Konflikt zum Zweiten Krieg der Barone gegen den König führte, geriet Wake im April 1264 bei der Eroberung von Northampton in die Gefangenschaft der königlichen Truppen. Nach dem Sieg der von Simon de Montfort geführten Rebellen in der Schlacht von Lewes im Mai 1264 kam er wieder frei. Unmittelbar vor dem entscheidenden Sieg der Partei des Königs in der Schlacht von Evesham geriet er erneut in Gefangenschaft, als der Thronfolger Eduard am 31. Juli 1265 die Truppen von Simon de Montfort dem Jüngeren bei Kenilworth Castle überraschte. Nachdem er wieder freigelassen worden war, schloss sich Wake dennoch den verblieben Rebellen, den sogenannten Enterbten an, die sich unter Führung von Simon de Montfort dem Jüngeren auf die Isle of Axholme zurückgezogen hatten. Der Thronfolger Lord Eduard zog im Herbst 1265 gegen die Enterbten und konnte mit Hilfe von hölzernen Stegen das Feuchtgebiet der Isle of Axholme erobern. Die Enterbten, darunter Wake, mussten sich Weihnachten 1265 unterwerfen. Wake kam unter der Auflage frei, sich vor dem Parlament zu verantworten, doch er zögerte dies hinaus und setzte  schließlich den Kampf fort. Am 15. Mai 1266 nahm er an der Schlacht von Chesterfield teil. Nach dieser Niederlage schloss er sich zunächst den verbliebenen Enterbten auf der Isle of Ely an, unterwarf sich jedoch schließlich dem König. Schließlich wurde er im November 1266 begnadigt. 1277 nahm er am Feldzug von König Eduard I. gegen Wales teil.

## Heiraten und Nachkommen
In erster Ehe heiratete er Ela de Beauchamp, eine Tochter von William de Beauchamp, Lord of Bedford, und von dessen Frau Ida Longespée. Er hatte mit ihr mindestens drei Töchter:
- Joan Wake
- Ida Wake
- Elizabeth Wake

Diese drei Töchter erbten über ihre Mutter nach 1265 ein Drittel der Besitzungen der Familie Beauchamp in Bedfordshire.
In zweiter Ehe heiratete Wake am 5. Februar 1267 Hawise de Quincy, eine Tochter von Robert de Quincy, Lord of Ware und von Helen ferch Llywelyn, einer Tochter von Fürst Llywelyn ab Iorwerth von Gwynedd. Er hatte mit ihr mindestens drei Kinder, darunter:
- Sir Hugh Wake
- John Wake, 1. Baron Wake of Liddell

Da seine Söhne bei seinem Tod noch minderjährig waren, wurde Edmund, 2. Earl of Cornwall ihr Vormund. Für die Verwaltung von Wakes Besitz bis zu ihrer Volljährigkeit zahlte Edmund dem König die hohe Summe von 7000 Mark.